# مية الجريبي
مية الجريبي وُلدت في 29 يناير 1960 وتوفيت في 19 مايو 2018، بمدينة رادس. هي سياسية تونسية والأمينة العامة السابقة للحزب الجمهوري.

## حياتها السياسية
أسست بالاشتراك مع أحمد نجيب الشابي حزب التجمع الاشتراكي التقدمي في العام 1983، والذي أعيد تسميته لاحقاً إلى الحزب الديمقراطي التقدمي.
في ديسمبر 2006 وقع انتخاب مية الجريبي كأمينة عامة للحزب خلفاً لمؤسسه أحمد نجيب الشابي، وكانت بذلك أول امرأة تتولى المسؤولية الأولى في حزب سياسي تونسي.
في سبتمبر 2007 دخل الشابي والجريبي في إضراب عن الطعام بسبب ملاحقة قضائية قام بها مالك مقر الحزب لإخراجه منه. يُؤكد الحزب أن للقضية خلفية سياسية وأنها تأتي ضمن موجة من المضايقات المتواصلة التي يتعرض لها الحزب. أوقف الإضراب على الطعام بعد التوصل إلى تسوية مع صاحب المحل.
وبعد الثورة التونسية في عام 2011، قادت الجريبي الحزب للحصول على 16 مقعداً في انتخابات المجلس الوطني التأسيسي التونسي 2011.